# 马里 (叙利亚)
马里（英语：Mari，即现在叙利亚境内的特尔·哈利利（Tell Hariri））是古代苏美尔亚摩利人建立的城邦，位于幼发拉底河中流的西岸。位于现在叙利亚的阿布·卡马尔西北部11km处，代尔祖尔东南120km处。大约前5千年有人居住，约前2900年开始繁荣，前1759年被汉谟拉比破坏。

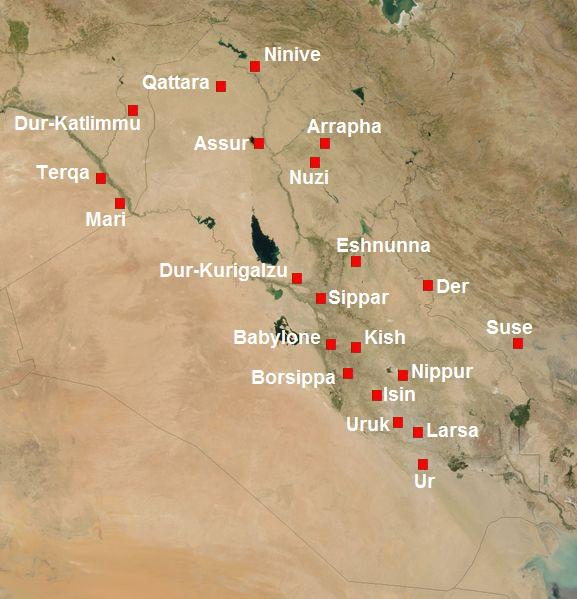
前2千年的美索不达米亚地图

## 历代国王
早期国王参见苏美尔王表
- 伊布尔·伊尔 Iblul-il
- 伊托乌尔·萨玛干 Itur-Shamagan
- 拉姆格·马里 Lamgi-Mari
- 伊舒托普·伊路姆 Ishtup-ilum
- 伊迪·伊路姆 Idi-ilum
- 图拉·达干 Tura-Dagan
- 普族尔·伊舒塔尔 Puzur-Ishtar
- 米拉加 Milaga
- 雅格迪·利姆 Yaggid-Lim
- 雅弗多·利姆 Yahdun-Lim（前1815年—前1799年）
- 苏姆·阿迪乌 Sumu-addu（前1798年—前1797年）
- 雅苏玛·阿达德 Yasmah-Adad（前1796年—前1776年）
  - 沙姆希阿达德一世之子
- 兹姆里·利姆 Zimri-Lim（前1775年—前1759年）